# METAL RESISTANCE
『METAL RESISTANCE』（メタル・レジスタンス）は、日本の女性メタルダンスユニットBABYMETALの2作目のスタジオ・アルバム。2016年4月1日にBMD FOX RECORDS（トイズファクトリー）より発売された。

## 構成
当アルバムは全12曲から構成されており、ライブで披露されている「Road of Resistance」「あわだまフィーバー」、2015年に横浜アリーナ公演で初披露された「KARATE」「THE ONE」の他、SU-METAL（中元すず香）のソロ曲である「Amore - 蒼星 -」「NO RAIN, NO RAINBOW」、YUIMETAL（水野由結）とMOAMETAL（菊地最愛）のユニット曲である「GJ！」「Sis. Anger」などが収録されている。

## リリース
当アルバムのリリースは、全世界同時リリースとなり、2015年12月13日に横浜アリーナにて行われたライブ「BABYMETAL WORLD TOUR 2015 〜THE FINAL CHAPTER OF TRILOGY〜」で発表された。その後、2016年2月19日までにタイトル『METAL RESISTANCE』と収録内容・ジャケットが発表された。
リリース形態は、それぞれ限定収録曲が異なる日本盤・海外盤・WEB会員限定盤の3形態となっている。日本盤は、初回生産限定盤（CD+DVD）・通常盤（CDのみ）の2種類で、DVDには「TOKYO METROPOLITAN ROCK FESTIVAL 2015」でのライブ映像が完全収録されている。また、海外盤は「OUT OF JAPAN EDITION」（CDのみ）としてリリースされ、全編英語詞の「From Dusk Till Dawn」「THE ONE -English ver.-」が収録される。なお、WEB会員限定盤は、メンバーズサイト「THE ONE」会員限定で数量限定販売の「THE ONE LIMITED EDITION」（CD+Blu-ray）としてリリースされ、バージョン違いの「GJ！-ご褒美編-」、ピアノアレンジの「THE ONE -Unfinished ver.-」が収録される他、2015年に行われた通称“黒ミサ”の男性限定ライブ「APOCRYPHA - THE BLACK MASS -」、通称“赤ミサ”の女性限定ライブ「APOCRYPHA - THE RED MASS -」の模様を収めたBlu-rayが特典として付属する。その他、12インチアナログ盤（LP）がHMV先行で数量限定発売された。

## プロモーション、パフォーマンス
日本
リリースの前後に発行された『ミュージック・マガジン』『ヘドバン』『ぴあMUSIC COMPLEX』『YOUNG GUITAR』など複数の雑誌で表紙・巻頭特集が組まれた。また、タワーレコードでは発売記念イベントが行われ、渋谷店では3月28日24時からフライング販売イベント「TOWER RECORDS presents BABYMETAL「METAL RESISTANCE」出陣式」を、29日からは同店で過去の衣装や歴代のツアーTシャツなどの展示企画「BABYMETAL“METALRESISTANCE”EXHIBITION」が開催され、新宿店では「BABYMETAL WEEK」と題した特設展開を行ったほか、全店で開催されるプロモーション企画「MONTHLY TOWER PUSH!!!（4月度）」に起用された。発売日の4月1日には、渋谷パルコ公園通り広場で1日限定の試聴イベント「BABYMETAL FOX WALL」が開催された。テレビ番組では、4月4日に特別番組「MJ presents BABYMETAL革命 〜少女たちは世界と戦う〜」が放送され、4月22日には「ミュージックステーション」に出演し、アルバム収録曲「KARATE」のパフォーマンスを披露した。
日本国外
イギリスでは、リリースの前後に発行された『メタル・ハマー（英語版）』『ロック・サウンド（英語版）』などの雑誌で表紙・巻頭特集が組まれ、発売日の4月1日にはYO! Sushiサウスバンク店で発売記念イベントが開催された。アメリカでは、4月4日にTwitchを使用した発売記念イベントが開催されたほか、4月5日にはテレビ番組「ザ・レイト・ショー・ウィズ・スティーヴン・コルベア」に初出演し、「ギミチョコ!!」のパフォーマンスを披露した。

## アートワーク
初回生産限定盤ジャケットは、漆黒の背景に黒装束を身にまとったメンバーの3人が描かれ、加えて金色に輝くユニット名とタイトルが並んだデザインとなっており、通常盤ジャケットでは、金色に輝くBABYMETALのロゴが描かれたデザインとなっている。

## ツアー
アルバムリリースに伴う世界ツアー「BABYMETAL WORLD TOUR 2016」が開催された。ツアーはアルバム世界リリースの翌日である2016年4月2日のウェンブリー・アリーナ公演で始まり、5月と7月にアメリカツアー、6月にヨーロッパツアーを挟み、9月の東京ドーム公演で千秋楽を迎えるスケジュールで行われた。

## 批評
音楽雑誌『YOUNG GUITAR』のレビューで、ライターの早川洋介は「ポピュラリティーのあるメタルだけでなく、ブラック/ヴァイキング・メタルなどのコアなサブ・ジャンルから国内の先達まで、様々な様式のエッセンスを血肉にして世界が緻密に形作られている。」と語っている。
米メタルメディア『メタル・サックス（英語版）』のライター、ジェフ・トレッペルは「メタル・アルバムとして見た場合、確かに本物ではないが、ポップレコードとしてはワン・ダイレクションやビヨンセなどよりはるかにメタルファンにアピールする」と述べ、「メタル以外にトリップ・ホップ、スカ、デジタル・ハードコア（英語版）など数々の音楽要素を取り入れた秀作だ」としている。
称賛/栄誉
2016年に開催された音楽アワード「MTV Video Music Awards Japan 2016」で「最優秀邦楽アルバム賞」を受賞した。

## チャート成績

### JP盤
日本では、オリコンによる2016年4月1日付デイリーランキングで1位を獲得し、初週の4月11日付週間ランキングで約13万3000枚を売り上げ2位となったほか、3月の月間ランキングで4位、上半期ランキングで9位、年間ランキングで17位を記録した。また、ビルボードジャパンにおいては、4月11日付トップアルバムセールスチャートで初動約13万枚を売り上げ2位、同日付けのアルバム総合チャートであるホットアルバムでも2位（セールス2位、ダウンロード1位、ルックアップ2位）となり、年間ランキングではセールス18位、総合15位となった。なお、iTunes Storeでも配信され、 週間総合アルバムチャート（3月28日 - 4月3日付）で1位を記録した。

### EU盤
イギリスでは、iTunes Storeの総合アルバムチャートで最高7位、メタルチャートで1位、Amazon UK（ダウンロード総合）で2位を記録した。
オフィシャル・チャート・カンパニー（英語版）では、2016年4月14日付けのアルバム・トップ100（全英アルバムチャート）で15位を記録し、1975年に発売された冨田勲のアルバム『Snowflakes Are Dancing』の17位を抜き、日本人アーティストの単独名義における最高位を41年ぶりに更新したほか、スコティッシュ・アルバム（スコットランドの音楽チャート）で12位にチャートインした。
その他のヨーロッパの地域では、スイスのシュヴァイツァー・ヒットパラーデにおける4月10日付のアルブン・トップ100で55位、ドイツのオフィジエル・ドイチェ・チャートにおける4月8日付のトップ100・アルバムチャートで36位、オーストリアのアオストリアンチャート（エードライ・アオストリア・トップ40）における4月15日付のアルブン・トップ75で22位、オランダのダッチ・チャートにおける4月9日付のアルバム・トップ100で71位、ベルギーのウルトラトップにおける4月9日付の200アルバム（フランデレン地域）で63位、同日付の200アルバム（ワロン地域）で113位、フィンランドのスオメン・ヴィラリネン・リスタにおけるアルバムチャートで45位、フランスのSNEP（全国音楽出版組合）の公式チャートにおける4月1日付のトップ・アルバムで108位を記録した。

### US盤
アメリカでは、iTunes Storeの総合アルバムチャートで最高3位、メタルチャートで1位、Amazon USA（ダウンロード総合）で1位を記録した。
ビルボードでは、2016年4月23日付のビルボード 200で39位にチャートインし、日本人アーティストとしては1963年に発売された坂本九のアルバム『Sukiyaki and Other Japanese Hits』の14位以来、53年ぶり2組目となるTOP40入りとなった。
オーストラリアのARIAチャートでは、4月10日付のトップ・50アルバムで7位を記録し、日本人アーティストの単独名義における初のチャートインとなった。
ニュージーランドの公式ニュージーランド音楽チャートでは、4月11日付のトップ40・アルバムで31位を記録した。

## 収録トラック

### CD・配信（JP盤）
※通常盤/初回生産限定盤共通
| #         | タイトル                   | 作詞                                      | 作曲                            | 編曲              | 時間  |
| --------- | -------------------------- | ----------------------------------------- | ------------------------------- | ----------------- | ----- |
| 1.        | 「Road of Resistance」     | KITSUNE of METAL GOD、MK-METAL、KxBxMETAL | Mish-Mosh、NORiMETAL、KYT-METAL | 教頭              | 5:18  |
| 2.        | 「KARATE」                 | Yuyoyuppe                                 | Yuyoyuppe                       | YUPPEMETAL        | 4:23  |
| 3.        | 「あわだまフィーバー」     | MK-METAL、KxBxMETAL                       | TAKESHI UEDA                    | TAKESHI UEDA      | 4:13  |
| 4.        | 「ヤバッ！」               | NAKAMETAL、MK-METAL、KxBxMETAL            | NORiMETAL                       | YUPPEMETAL        | 3:49  |
| 5.        | 「Amore - 蒼星 -」         | NORiMETAL、MK-METAL、KxBxMETAL            | NORiMETAL                       | 教頭              | 4:41  |
| 6.        | 「META！メタ太郎」         | KxBxMETAL、RYU-METAL                      | RYU-METAL                       | tatsuo、RYU-METAL | 4:07  |
| 7.        | 「シンコペーション」       | NORiMETAL、KxBxMETAL                      | NORiMETAL                       | MEGMETAL          | 4:07  |
| 8.        | 「GJ！」                   | 中田カオス、Yuyoyuppe                     | Yuyoyuppe                       | YUPPEMETAL        | 2:57  |
| 9.        | 「Sis. Anger」             | TSUBOMETAL、TMETAL                        | TSUBOMETAL                      | YUPPEMETAL        | 3:47  |
| 10.       | 「NO RAIN, NO RAINBOW」    | YOSHIFU-METAL、MK-METAL、NAKAMETAL        | YOSHIFU-METAL                   | LEDAMETAL         | 4:53  |
| 11.       | 「Tales of The Destinies」 | KITSUNE of METAL GOD、KxBxMETAL           | Mish-Mosh                       | tatsuo、Mish-Mosh | 5:35  |
| 12.       | 「THE ONE」                | KITSUNE of METAL GOD、KxBxMETAL           | Mish-Mosh                       | tatsuo、Mish-Mosh | 6:29  |
| 合計時間: | 合計時間:                  | 合計時間:                                 | 合計時間:                       | 合計時間:         | 54:19 |

### 初回生産限定盤特典DVD（JP盤）
TOKYO METROPOLITAN ROCK FESTIVAL 2015 (2015.5.24)
1. メギツネ
2. いいね！
3. Catch me if you can
4. ヘドバンギャー！！
5. Road of Resistance
6. ギミチョコ！！
7. イジメ、ダメ、ゼッタイ

### CD・配信（EU/US盤）
| #   | タイトル                     | 作詞 | 作曲・編曲 |
| --- | ---------------------------- | ---- | ---------- |
| 1.  | 「Road of Resistance」       |      |            |
| 2.  | 「KARATE」                   |      |            |
| 3.  | 「Awadama Fever」            |      |            |
| 4.  | 「YAVA!」                    |      |            |
| 5.  | 「Amore」                    |      |            |
| 6.  | 「Meta Taro」                |      |            |
| 7.  | 「From Dusk Till Dawn」      |      |            |
| 8.  | 「GJ!」                      |      |            |
| 9.  | 「Sis. Anger」               |      |            |
| 10. | 「No Rain, No Rainbow」      |      |            |
| 11. | 「Tales of The Destinies」   |      |            |
| 12. | 「THE ONE - English ver. -」 |      |            |

### WEB会員限定盤CD（JP盤）
| #   | タイトル                        | 作詞 | 作曲・編曲 |
| --- | ------------------------------- | ---- | ---------- |
| 1.  | 「Road of Resistance」          |      |            |
| 2.  | 「KARATE」                      |      |            |
| 3.  | 「あわだまフィーバー」          |      |            |
| 4.  | 「ヤバッ！」                    |      |            |
| 5.  | 「Amore - 蒼星 -」              |      |            |
| 6.  | 「META！メタ太郎」              |      |            |
| 7.  | 「シンコペーション」            |      |            |
| 8.  | 「GJ！- ご褒美編 -」            |      |            |
| 9.  | 「Sis. Anger」                  |      |            |
| 10. | 「NO RAIN, NO RAINBOW」         |      |            |
| 11. | 「Tales of The Destinies」      |      |            |
| 12. | 「THE ONE - Unfinished ver. -」 |      |            |

### WEB会員限定盤特典Blu-ray（JP盤）
APOCRYPHA - THE BLACK MASS - (2015.4.23)
1. Road of Resistance
2. ウ・キ・ウ・キ★ミッドナイト
3. あわだまフィーバー
4. Catch me if you can
5. 悪夢の輪舞曲
6. おねだり大作戦
7. メギツネ
8. いいね！
9. ヘドバンギャー！！
10. イジメ、ダメ、ゼッタイ

APOCRYPHA - THE RED MASS - (2015.4.24)
1. メギツネ
2. ド・キ・ド・キ☆モーニング
3. いいね！
4. 紅月-アカツキ-
5. 4の歌
6. Catch me if you can
7. ヘドバンギャー！！
8. イジメ、ダメ、ゼッタイ
9. ギミチョコ！！
10. Road of Resistance

### 完全限定生産盤LP（JP/EU盤）
※タイトルの()内はEU盤表記・収録曲
| #  | タイトル                                   | 作詞 | 作曲・編曲 |
| -- | ------------------------------------------ | ---- | ---------- |
| 1. | 「Road of Resistance」(Road of Resistance) |      |            |
| 2. | 「KARATE」(KARATE)                         |      |            |
| 3. | 「あわだまフィーバー」(Awadama Fever)      |      |            |

| #  | タイトル                      | 作詞 | 作曲・編曲 |
| -- | ----------------------------- | ---- | ---------- |
| 1. | 「ヤバッ！」(YAVA!)           |      |            |
| 2. | 「Amore - 蒼星 -」(Amore)     |      |            |
| 3. | 「META！メタ太郎」(Meta Taro) |      |            |

| #  | タイトル                                  | 作詞 | 作曲・編曲 |
| -- | ----------------------------------------- | ---- | ---------- |
| 1. | 「シンコペーション」(From Dusk Till Dawn) |      |            |
| 2. | 「GJ！」(GJ！)                            |      |            |
| 3. | 「Sis. Anger」(Sis. Anger)                |      |            |

| #  | タイトル                                           | 作詞 | 作曲・編曲 |
| -- | -------------------------------------------------- | ---- | ---------- |
| 1. | 「NO RAIN, NO RAINBOW」(NO RAIN, NO RAINBOW)       |      |            |
| 2. | 「Tales of The Destinies」(Tales of The Destinies) |      |            |
| 3. | 「THE ONE」(THE ONE - English ver. -)              |      |            |

## クレジット
メンバー
- SU-METAL - ボーカル、ダンス
- YUIMETAL - スクリーム、ダンス
- MOAMETAL - スクリーム、ダンス

制作
- KOBAMETAL - プロデュース
- WATAMETAL、Adrian Breakspear - レコーディング・エンジニア
- Ettore Rigotti「Road of Resistance」 - ミックス・エンジニア
- Yuyoyuppe「KARATE」「ヤバッ！」「GJ！」「Sis. Anger」 - ミックス・エンジニア
- TAKESHI UEDA「あわだまフィーバー」 - ミックス・エンジニア
- Jens Bogren「Amore - 蒼星 -」「NO RAIN, NO RAINBOW」 - ミックス・エンジニア
- Koichi Hara「META！メタ太郎」「シンコペーション」 - ミックス・エンジニア
- Tue Madsen（英語版）「Tales of The Destinies」「THE ONE」 - ミックス・エンジニア
- TUCKY-METAL(parasight mastering) - マスタリング・エンジニア
- SHIMONMETAL - アートディレクション、イラストレーション、デザイン
- YOKOMETAL(SMC) - アートワーク・コーディネーション
- HITOMETAL、KOBAMETAL、KAKIMETAL、OKAMETAL、TAKEMETAL、HISAMETAL(AMUSE INC.) - マネジメント
- AKIMETAL、MOTEMETAL、TACKMETAL、RIKOMETAL、HAMAMETAL、MATSUMETAL(TOY'S FACTORY) - A&R
- KICHIMETAL、HATAMETAL、RUMIMETAL、CHIBAMETAL(AMUSE INC.) - スーパーバイザー
- INABAMETAL(TOY'S FACTORY) - スーパーバイザー

## ゲストミュージシャン
レコーディング
- 「Road of Resistance」
  - ハーマン・リ - ギター
  - サム・トットマン - ギター
    - ドラゴンフォース（DragonForce）のギター

## サポートミュージシャン
レコーディング
- 「Road of Resistance」
  - Leda - ベース
- 「KARATE」
  - ゆよゆっぺ - ギター
- 「Amore - 蒼星 -」
  - Leda - ギター、ベース
- 「META! メタ太郎」
  - tatsuo - ギター、ベース
- 「NO RAIN, NO RAINBOW」
  - Leda - ギター、ベース
  - MIZ - ヴァイオリン
- 「Tales of The Destinies」
  - tatsuo - ギター、ベース
- 「THE ONE」
  - tatsuo - ギター、ベース

ライブ
※初回生産限定盤特典DVD収録「TOKYO METROPOLITAN ROCK FESTIVAL 2015」およびWEB会員限定盤特典Blu-ray収録「APOCRYPHA - THE BLACK MASS -」「APOCRYPHA - THE RED MASS -」
- 神バンド（バックバンド）
  - 大村孝佳 - ギター
  - 藤岡幹大 - ギター
  - BOH - ベース
  - 青山英樹 - ドラムス

## チャート一覧

### JP盤
| 地域            | チャート（週間）         | 最高順位 |
| オリコン        | オリコン                 | オリコン |
| --------------- | ------------------------ | -------- |
| 日本            | 週間CDアルバムランキング | 2        |
| Billboard JAPAN |                          |          |
| 日本            | Hot Albums               | 2        |
| 日本            | Top Albums Sales         | 2        |

| 地域                                | チャート（年間）                   | 最高順位 |
| オリコン                            | オリコン                           | オリコン |
| ----------------------------------- | ---------------------------------- | -------- |
| 日本                                | 年間CDアルバムランキング（2016年） | 17       |
| Billboard JAPAN                     |                                    |          |
| 日本                                |                                    |          |
| Hot Albums Year End（2016年）       | 15                                 |          |
| Top Albums Sales Year End（2016年） | 18                                 |          |

### EU盤
| 地域                               | チャート（週間）               | 最高順位                |
| Official Charts Company            | Official Charts Company        | Official Charts Company |
| ---------------------------------- | ------------------------------ | ----------------------- |
| イギリス                           | Albums Chart Top 100           | 15                      |
| スコットランド                     | Scottish Albums Chart Top 100  | 12                      |
| Schweizer Hitparade                |                                |                         |
| スイス                             | Alben Top 100                  | 55                      |
| Offizielle Deutsche Charts         |                                |                         |
| ドイツ                             | TOP 100 ALBUM-CHARTS           | 36                      |
| austriancharts (Ö3 Austria Top 40) |                                |                         |
| オーストリア                       | Alben Top 75                   | 22                      |
| Dutch Charts                       |                                |                         |
| オランダ                           | ALBUM TOP 100                  | 71                      |
| Ultratop                           |                                |                         |
| ベルギー                           | 200 ALBUMS（フランデレン地域） | 63                      |
| ベルギー                           | 200 ALBUMS（ワロン地域）       | 113                     |
| Suomen virallinen lista            |                                |                         |
| フィンランド                       | Albumit                        | 45                      |
| SNEP                               |                                |                         |
| フランス                           | Top Albums                     | 108                     |

### US盤
| 地域                                 | チャート（週間）          | 最高順位  |
| Billboard                            | Billboard                 | Billboard |
| ------------------------------------ | ------------------------- | --------- |
| アメリカ                             | Billboard 200             | 39        |
| カナダ                               | Billboard Canadian Albums | 74        |
| ARIA CHARTS                          |                           |           |
| オーストラリア                       | Top 50 Albums             | 7         |
| The Official New Zealand Music Chart |                           |           |
| ニュージーランド                     | Top 40 Albums             | 31        |

## 認定
アルバム発売月の2016年4月中に国内累計出荷枚数が10万枚を突破し、一般社団法人・日本レコード協会からゴールドディスク認定を受けた。

## リリース日一覧
| 地域       | リリース日   | レーベル                                     | 規格       | カタログ番号 |
| ---------- | ------------ | -------------------------------------------- | ---------- | ------------ |
| 日本       | 2016年4月1日 | BMD FOX RECORDS（TOY'S FACTORY、AMUSE INC.） | CD+DVD     | TFCC-86545   |
| 日本       | 2016年4月1日 | BMD FOX RECORDS（TOY'S FACTORY、AMUSE INC.） | CD         | TFCC-86546   |
| 日本       | 2016年4月1日 | BMD FOX RECORDS（TOY'S FACTORY、AMUSE INC.） | LP         | PPTF-3870    |
| 日本       | 2016年4月1日 | BMD FOX RECORDS（TOY'S FACTORY、AMUSE INC.） | CD+Blu-ray | ONEC-0002    |
| ヨーロッパ | 2016年4月1日 | earMUSIC                                     | CD         | 0210923EMU   |
| 北アメリカ | 2016年4月1日 | RAL（Sony Music Entertainment）              | CD         | 8875193202   |

## カバー
2016年には、ジャズピアニストの西山瞳率いるNHORHMが、収録曲「THE ONE」を自身のライブでカバーした音源をカバーアルバム『New Heritage Of Real Heavy Metal II』の中にボーナストラックとして収めた。